# Nephrotoma altrolatera
Nephrotoma altrolatera är en tvåvingeart som beskrevs av Alexander 1935. Nephrotoma altrolatera ingår i släktet Nephrotoma och familjen storharkrankar.
Artens utbredningsområde är Taiwan. Inga underarter finns listade i Catalogue of Life.